# Ortholfersia bequaerti
Ortholfersia bequaerti är en tvåvingeart som beskrevs av Maa 1962. Ortholfersia bequaerti ingår i släktet Ortholfersia och familjen lusflugor. Inga underarter finns listade i Catalogue of Life.